# Maïjirgui
Maïjirgui es una comuna rural del departamento de Tessaoua de la región de Maradi, en Níger. En diciembre de 2012 presentaba una población censada de 70 655 habitantes.
La localidad es conocida por ser el lugar donde los exploradores militares franceses Paul Voulet y Julien Chanoine fueron asesinados en 1899 por sus propios soldados durante la misión Voulet-Chanoine de colonización de la cuenca del Chad. A principios del siglo XX, los colonos franceses establecieron aquí un mercado.
Se encuentra situada en el centro-sur del país, cerca de la frontera con Nigeria. Dentro del departamento, se ubica sobre la carretera RN1, a medio camino entre Tessaoua y el límite con la región de Zinder.